# Odontanax maculicollis
Odontanax maculicollis is een keversoort uit de familie keikevers (Psephenidae). De wetenschappelijke naam van de soort werd in 1888 gepubliceerd door Léon Marc Herminie Fairmaire.